# Márton Sipos
Dans le nom hongrois Sipos Márton, le nom de famille précède le prénom, mais cet article utilise l’ordre habituel en français Márton Sipos, où le prénom précède le nom.
Márton Sipos né le 19 janvier 1900 à Szekszárd et mort le 11 décembre 1926 à Budapest est un nageur hongrois ayant participé aux Jeux olympiques d'été de 1924 à Paris.

## Biographie
Il est champion de Hongrie du 100 mètres brasse en 1921 (1 min 19 s 20), 1922 (1 min 18 s, record de Hongrie) et 1923 (1 min 21 s 80). En 1922, il établit coup sur coup les record d'Europe (1 min 16 s 80) puis record du monde (1 min 16 s 20) de cette distance,. Il faut attendre 71 ans pour qu'un autre nageur hongrois Károly Güttler réédite cet exploit. En 1922, Sipos est aussi champion d'Autriche sur cette distance. En 1925, il n'est que médaille d'argent aux championnats nationaux, en 1 min 20 s 40.
Aux Jeux olympiques d'été de 1924 à Paris, il ne peut que s'engager sur le 200 mètres brasse. Dans la deuxième série, il passe effectivement en tête aux 50 et 100 mètres en 1 min 24 s 10, mais il ne tient pas la distance. La série est remportée par le Belge Joseph De Combe et Sipos avec un temps de 3 min 9 s 80 n'entre même pas en demi-finale,,,.
Il est atteint d'une tuberculose osseuse et meurt soit d'une pneumonie soit d'une méningite en décembre 1926.